# Eddie Murray
Eddie Clarence Murray (* 24. Februar 1956 in Los Angeles, Kalifornien) ist ein ehemaliger US-amerikanischer Baseballspieler in der Major League Baseball. Sein Spitzname ist Steady Eddie.

## Biografie
Eddie Murray besuchte die Locke High School in Los Angeles und war dort ein Teamkollege von Ozzie Smith. In seinem letzten Jahr an der High School hatte er einen Schlagdurchschnitt von 50 %. 1973 wurde er in der dritten Runde des Amateur Drafts von den Baltimore Orioles verpflichtet. Nach einigen erfolgreichen Jahren in den Minor Leagues debütierte er am 7. April 1977 bei den Orioles in der American League. In seinem ersten Jahr erzielte er 27 Home Runs, 88 RBIs und hatte einen Schlagdurchschnitt von 28,3 %. Dank dieser Zahlen wurde er zum Rookie des Jahres in der American League gewählt. Zum All-Star wurde er bereits in seiner zweiten Saison gewählt. Sieben weitere Berufungen sollten für den Switch-Hitter (d. h., er schlug sowohl mit links als auch mit rechts) folgen. Murray zeigte sehr konstante Leistungen in seinen 21 Spielzeiten in der Major League.
Bereits 1979 konnte er mit den Orioles den Titel in der AL erringen, unterlag aber in der World Series den Pittsburgh Pirates in sieben Spielen. 1982 gewann er den ersten von drei aufeinanderfolgenden Gold Glove Awards auf seiner Position des First Baseman. Allerdings scheiterten die Orioles am letzten Tag der regulären Saison an den Milwaukee Brewers 1983 erreichte er zum zweiten Mal mit den O's die Endspiele, die in fünf Spielen gegen die Philadelphia Phillies gewonnen wurden.
1988 wechselte Murray zu den Los Angeles Dodgers, weitere Stationen folgten bei den New York Mets und den Cleveland Indians. Am 30. Juni 1995 erzielte Murray im Spiel gegen die Minnesota Twins und deren Pitcher Mike Trombley seinen 3000. Basehit seiner Karriere. Mit den Indians erreichte er auch seine dritte World Series, hier siegten allerdings die Atlanta Braves in sechs Spielen. 1996 kehrte er nach Baltimore zu den Orioles zurück und erzielte dort am 6. September 1996 seinen 500. Home Run gegen die Detroit Tigers. Bis heute haben außer Murray nur Hank Aaron, Willie Mays und Rafael Palmeiro 500 Home Runs und 3000 Basehits erzielt. Seine letzte aktive Saison in den Major Leagues spielte Murray bei den Los Angeles Dodgers und den Anaheim Angels.
Bereits ein Jahr nach seinem Karriereende mit einer Zeremonie am 7. Juni 1998 vergaben die Orioles Murrays Trikot mit der Rückennummer 33 nicht mehr. 2003 wurde er in die Baseball Hall of Fame gewählt.